# Knott's Soak City
Pour les articles homonymes, voir Knott's et Soak City.
Knott's Soak City est une chaine de trois parcs aquatiques situés dans le sud de la Californie. Ils sont gérés par le groupe Cedar Fair Entertainment. Le premier ouvrit à Buena Park, rattaché au parc d'attractions Knott's Berry Farm.

## Localisation
- Buena Park Soak City (situé à côté de Knott's Berry Farm)
- Chula Vista Soak City (d'abord connu sous le nom White Water Canyon)
- Palm Springs Soak City (d'abord connu sous le nom Oasis Water Park)